# Herb Lubyczy Królewskiej

Herb województwa bełskiego

Herb Lubyczy Królewskiej – jeden z symboli miasta Lubycza Królewska i gminy Lubycza Królewska w postaci herbu.

## Wygląd i symbolika
Herb przedstawia gryfa srebrnego ze złotą koroną otwartą i szponach złotych, który kroczy na murze srebrnym. Gryf trzyma w szponie rohatynę w słup o grocie srebrnym i drzewcu złotym. Pole herbu jest koloru czerwonego.
Herb miasta bezpośrednio odwołuje się do herbu województwa bełskiego. Lubycza należała najpierw do dóbr książęcych, a następnie do dóbr królewskich i stanowiła w części uposażenie (jako tzw. „dobra krzesłowe”) kolejnych wojewodów bełskich oraz zarządzana była przez starostów bełskich.
Rohatyna widoczna w szponie gryfa była podstawowym orężem używanym przez Wołochów w służbie królewskiej (piechoty wybranieckiej). Ludność wołoska osiedlała się na terytorium dzisiejszej gminy już od początku XV w. Rohatyna w czasach pokojowych była również skuteczną bronią myśliwską.
Mur srebrny symbolizuje pobliską granicę państwową z Ukrainą i przejście graniczne w Hrebennem. Mur jest też odwołaniem do tradycji przemysłowych miasta – wzmiankowanych już w XV- i XVI-wiecznych źródłach manufaktur garncarskich, dziewiętnastowieczne fajansarni, jak i kilkanaście cegielni, funkcjonujących od średniowiecza.

## Historia
Historycznego herbu Lubyczy nie odnaleziono, dlatego został stworzony od podstaw. Przedstawiono kilka propozycji, mieszkańcy wyrażali swe zdanie w głosowaniu (m.in. na stronie internetowej Lubyczy Królewskiej). Zwycięski projekt zaproponował Włodzimierz Chorążki, heraldyk z Uniwersytetu Jagiellońskiego. Projekt opiniowała również gminna komisja historyczna.